# Inti Podestá
Inti Podestá (Montevideo, 23 de abril de 1978) é um ex-futebolista uruguaio que atuava como meia.

## Carreira
Inti Podestá integrou a Seleção Uruguaia de Futebol na Copa América de 1999.

## Títulos
Uruguai
- Copa América de 1999: 2º Lugar

Sevilla
- Segunda División: 2000–01